# Pabla Thomen
Pabla Thomen (Concepción, 19 de mayo de 1980) es una exmodelo, actriz, conductora de radio y conductora de TV y escritora paraguaya.

## Trayectoria
Fue portada de las tapas de las revistas más prestigiosas del Paraguay. Fue revelación y recibió aplausos de la crítica, por su calidad interpretativa, en la obra teatral “Las quiero a las dos” en el teatro Arlequín.
Debutó como actriz cómica en el programa de humor Lo único que faltaba, Manicómicos, también fue una de las figuras del programa de humor Telecomio, en el que actuó junto a Gustavo Cabañas y Clara Franco; además de personificar un papel en el largometraje nacional Carimea. También incursionó en el canto en el programa Cantando por un Sueño en la versión paraguaya. Ha participado en programas como Menchi el show. El 14 de octubre de 2010 empezó el concurso de baile Baila conmigo Paraguay en donde participó como concursante famosa. Ha participado de varias obras teatrales, como "Las Mariposas son Libres" y "Rubias con Neuronas". Pabla estuvo en numerosos episodios del programa humorístico Telecomio con Gustavo Cabañas y Clara Franco, en su cuarta temporada el cual se estrenó el 3 de noviembre de 2010.
Pabla condujo dos programas de televisión. En el canal SNT Pirapire de lunes a viernes desde las 23:00 horas y en Paravisión formó equipo en la conducción del matinal Arriba Paraguay junto a Freddy Almirón y Ricardo Rodas Vill de lunes a viernes desde las 09:30 a 11:30 horas, hasta el 2015.
Actualmente, vive en el país de Chile donde echó raíces y formó su familia. Ha publicado su libro Chiruzo, un perro diferente en año 2020 donde relata sus aventuras con su mascota que adoptó y la acompaña a todas partes.

## Filmografía
| Año       | Trabajo                | Rol          | Notas                                           |
| 2019      | Lazos de Riesgo        | Próximamente | Personaje Antagónica                            |
| 2011      | Baila conmigo Paraguay | Ella misma   | 3° Pareja Eliminada                             |
| 2010–2011 | Telecomio              | Varios       | Programa humorístico, imitadora de celebridades |
| 2010      | Baila conmigo Paraguay | Ella misma   | 7° Lugar                                        |
| 2008      | Menchi el Show         | Ella misma   | Semifinalista                                   |
| 2007      | Cantando por un Sueño  | Ella misma   | Ganadora                                        |